# Iskalla drag
Iskalla drag är en schackantologi från 2003 skriven av Schackakademiens ledamöter, med Bo Aurehl som redaktör. Många berömda svenska schackspelare, som exempelvis Pia Cramling, Jonny Hector och Tiger Hillarp Persson, bidrog till antologin. Ulf Andersson kommenterade även sitt kända vinstparti mot Anatolij Karpov i Milano 1975. 